# Teuchophorus signatus
Teuchophorus signatus är en tvåvingeart som först beskrevs av Zetterstedt 1849.  Teuchophorus signatus ingår i släktet Teuchophorus och familjen styltflugor. Inga underarter finns listade i Catalogue of Life.